# Lunne, Örnsköldsviks kommun

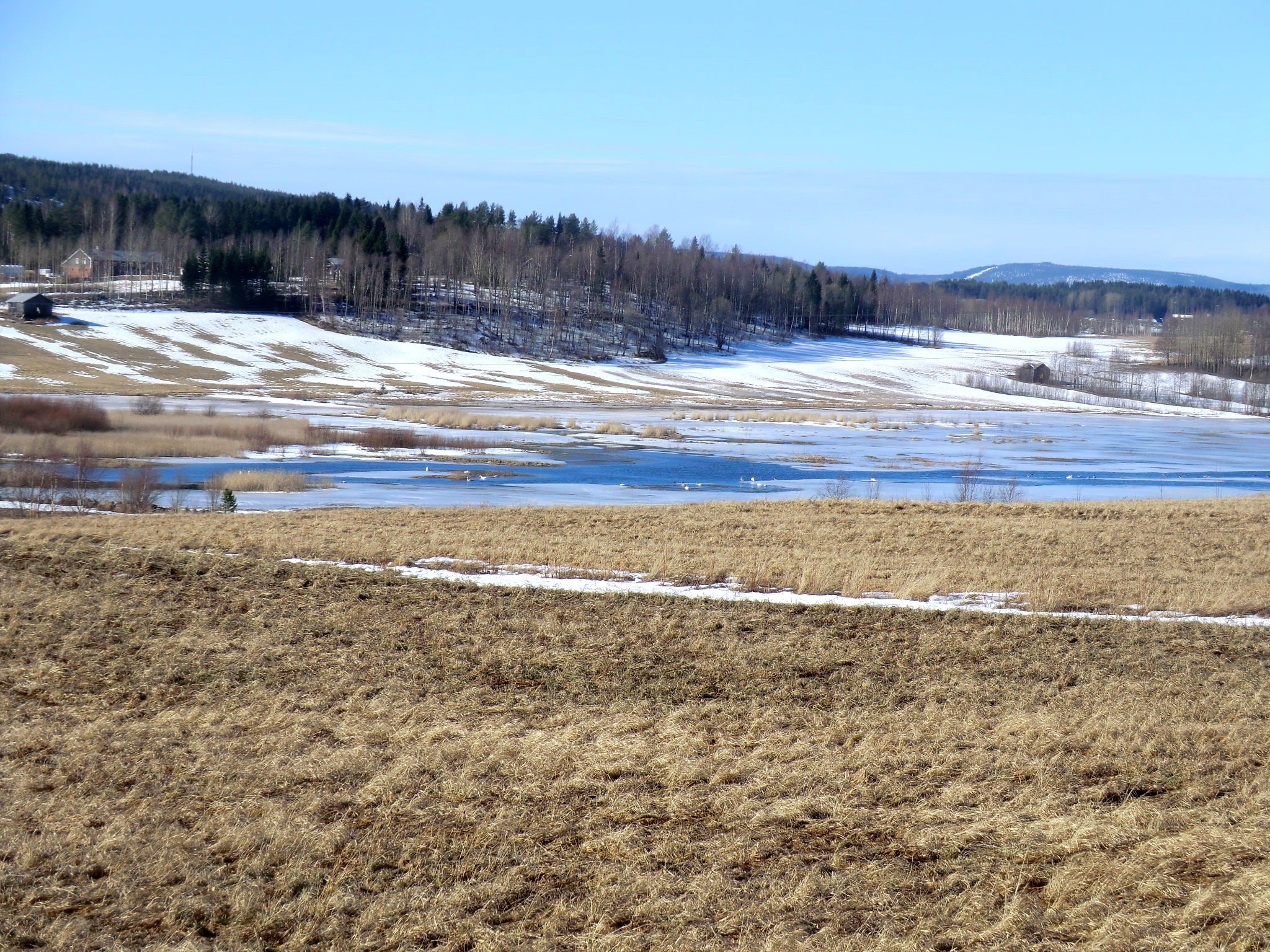
Utsikt mot fågelområdet Öfjärden, från byn Lunne.

Lunne är en liten ort i Arnäs distrikt (Arnäs socken) nära Arnäsvall, cirka 10 kilometer från Örnsköldsviks centrum. Bebyggelsen ingår i småorten Lunne och Ström.  
Lunne är beläget på Strannebergets södra sluttning. Lunnes enda sjö heter Lunnetjärnen även kallad Tenna. Lunne gränsar även mot Öfjärden i väster.